# Кварта (единица объёма)
Кварта (англ. quart от лат. quartus — четверть) — единица объёма, применяемая в США, Великобритании и других странах для измерения сыпучих или жидких объёмов, равная четверти галлона.
1 кварта = 2 пинты = ¼ галлона.
1 американская сухая кварта = 1,1012209 л.
1 американская кварта для жидкостей = 0,9463 л.
1 британская имперская кварта = 1,1365 л.